# Valerij Grigorjevics Urin
Valerij Grigorjevics Urin, oroszul: Валерий Григорьевич Урин (Szverdlovszk, 1934. augusztus 10. – 2023. január 23.) szovjet válogatott orosz labdarúgó, csatár, edző.

## Pályafutása

### Klubcsapatban
1949 és 1953 között a Piscsevik Kirov, 1953 és 1955 között a Gyinamo Kirov labdarúgója volt. 1955 és 1961 között a Gyinamo Moszkva csapatában szerepelt és három szovjet bajnoki címet nyert az együttessel. 1962-ben a Belarusz Minszk, 1963-ban a Daugava Riga, 1964-ben a Metallurg Zaporozsje játékosa volt. 1965 és 1968 között a Himik Szalavat csapatában fejezte be az aktív játékot.

### A válogatottban
1958–59-ben két alkalommal szerepelt a szovjet válogatottban illetve 1959-ben két alkalommal játszott az olimpia válogatottban.

### Edzőként
1970-ben a Gyinamo Mahacskala, 1972–73-ban az Avtomobiliszt Krasznojarszk vezetőedzője volt.

## Sikerei, díjai
Gyinamo Moszkva
- Szovjet bajnokság
  - bajnok (3): 1955, 1957, 1959

## Statisztika

### Mérkőzései a szovjet válogatottban
| Szovjetunió | Szovjetunió         | Szovjetunió                 | Szovjetunió   | Szovjetunió | Szovjetunió | Szovjetunió | Szovjetunió | Szovjetunió |
| #           | Dátum               | Helyszín                    | Hazai         | Eredmény    | Vendég      | Kiírás      | Gólok       | Esemény     |
| ----------- | ------------------- | --------------------------- | ------------- | ----------- | ----------- | ----------- | ----------- | ----------- |
| 1.          | 1958. augusztus 30. | Prága, Strahov-stadion      | Csehszlovákia | 1 – 2       | Szovjetunió | barátságos  | -           | 46'         |
| 2.          | 1959. október 3.    | Peking, Xiannongtan Stadium | Kína          | 0 – 1       | Szovjetunió | barátságos  | -           |             |
|             | Összesen            |                             |               | 2           | mérkőzés    |             | 0           | gól         |